# Морква звичайна
Мо́рква звича́йна, також мо́рква ди́ка (Daucus carota L.) — дворічна трав'яниста рослина родини окружкових. Найвідоміший підвид цієї рослини — морква звичайна городня, або морква посівна.

## Опис

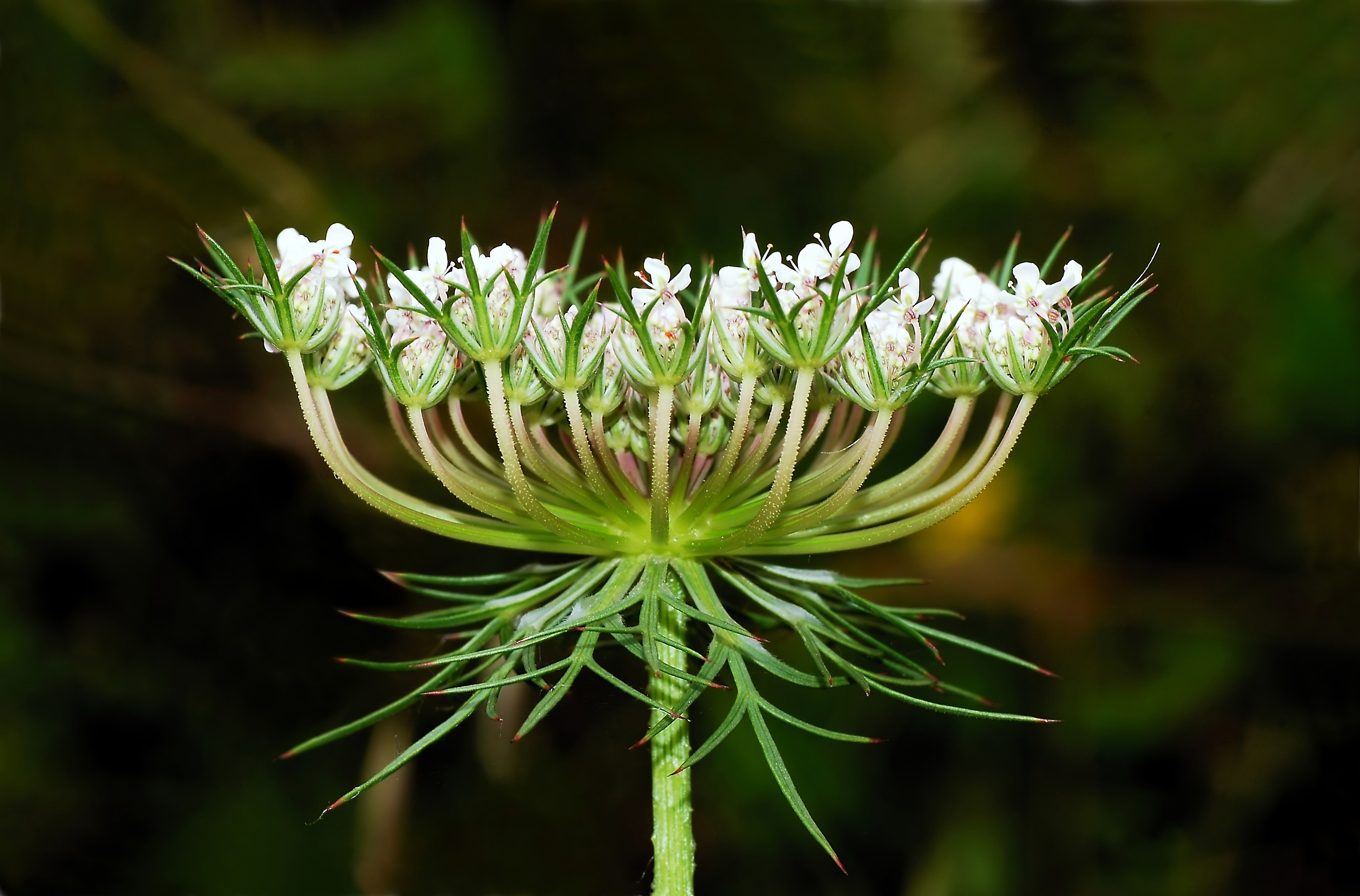

Стебло прямостояче, гранчасто-борозенчасте, заввишки до 1 м. Листки двічі- або тричіпірчасторозсічені, з довгастими або лінійними зубчиками. Квітки правильної форми, дрібні, білі, зібрані у складні великі парасольки. Плід — двосім'янка. Цвіте в червні — липні.

### Поширення
Поширена дика морква як бур'ян по всій Україні. Росте на галявинах, пустирях, узліссях, пагорбах, сіножатях.

### Хімічний склад
У насінині моркви дикої виявлено летку олію (близько 7,5%), у складі якої 60 % геранілацетату та 12—14 % гераніолу. Крім того в насінні міститься близько 20 % жирної олії, дубильні речовини, алкалоїди, органічні кислоти та мікроелементи.

### Застосування в медицині
В офіційній медицині використовується при виробництві препарату уролесан. У народній медицині використовується як сечогінний, жовчогінний, спазмолітичний, солерозчинний та антимікробний засіб.

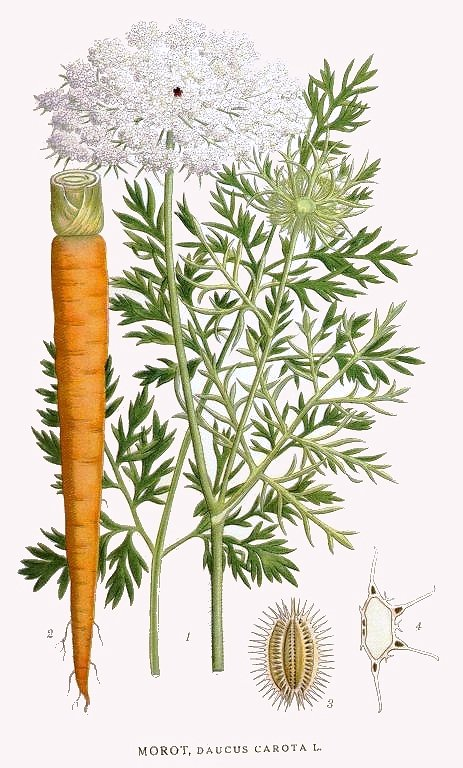
Морква дика. Ботанічна ілюстрація з книги К. Ліндмана Bilder ur Nordens Flora, 1917—1926